# Gnophos fuscaria
Gnophos fuscaria är en fjärilsart som beskrevs av Nitsche 1926. Gnophos fuscaria ingår i släktet Gnophos och familjen mätare. Inga underarter finns listade i Catalogue of Life.